# Eloria nugax
Eloria nugax är en fjärilsart som beskrevs av Max Wilhelm Karl Draudt 1927. Eloria nugax ingår i släktet Eloria och familjen tofsspinnare. Inga underarter finns listade i Catalogue of Life.